# Mundilfari (luna)
Mundilfari je retrogradni naravni satelit Saturna iz Nordijske skupine.

## Odkritje in imenovanje
Luno Mundilfari je odkril Brett J. Gladman s sodelavci v letu 2000. Njeno začasno ime je bilo S/2000 S 9. Uradno ime je dobila leta 2003  po velikanu Mundilfariju  iz nordijske mitologije.
Verjetno je luna Mundilfari nastala ob trku neznanega nebesnega telesa z luno Febo.